# Первая Мряушля
Первая Мряушля (Мряушля 1-я) — река в России, протекает по Башкортостану. Устье реки находится в 8,4 км по правому берегу реки Иртюбяк. Длина реки составляет 15 км.
Имеет правые притоки — реки Талекан и Курелга.

## Данные водного реестра
По данным государственного водного реестра России относится к Камскому бассейновому округу, водохозяйственный участок реки — Белая от Юмагузинского гидроузла до города Салавата, без реки Нугуш (от истока до Нугушского гидроузла), речной подбассейн реки — Белая. Речной бассейн реки — Кама.
Код объекта в государственном водном реестре — 10010200412111100017674.